# Курилис (Аккольський район)
Курили́с (каз. Құрылыс) — село у складі Аккольського району Акмолинської області Казахстану. Входить до складу Новорибинського сільського округу.
Населення — 80 осіб (2021; 137 у 2009, 270 у 1999, 396 у 1989).
Національний склад станом на 1989 рік:
- казахи — 67 %.

В радянські часи село називалось Ізмайловка.